# Iglesia de Santo Domingo de Guzmán (San Cristóbal de La Laguna)
La iglesia parroquial de Santo Domingo de Guzmán es un templo católico que se encuentra en la ciudad de San Cristóbal de La Laguna (isla de Tenerife, Canarias, España). 
Es uno de los templos más importantes de la ciudad y en él se venera la imagen de Nuestra Señora del Rosario, que es una de las imágenes más veneradas de La Laguna y patrona de la parroquia junto a Santo Domingo de Guzmán.
La iglesia y el ex-convento son Bien de Interés Cultural, con categoría de Monumento, desde 1986.

## Historia
En el lugar que ocupa el actual templo, existía una primitiva ermita dedicada a la Inmaculada Concepción. En 1522 se construye el convento en donde se establecen los frailes dominicos. Por su parte, en 1527 se construye la iglesia.
En este templo dominico fue custodiada la imagen de la Virgen de Candelaria (Patrona de Canarias) en su primera salida de la Villa Mariana de Candelaria, el 30 de enero de 1555. Este primer traslado se realizó por temor a los franceses y a los ataques que habían realizado con anterioridad en las costas, lugar en donde se encuentra su Santuario.
En 1612, se creó una cátedra de teología, lo que contribuyó a la expansión e importancia del convento, el cual llegó a tener también una biblioteca pública.

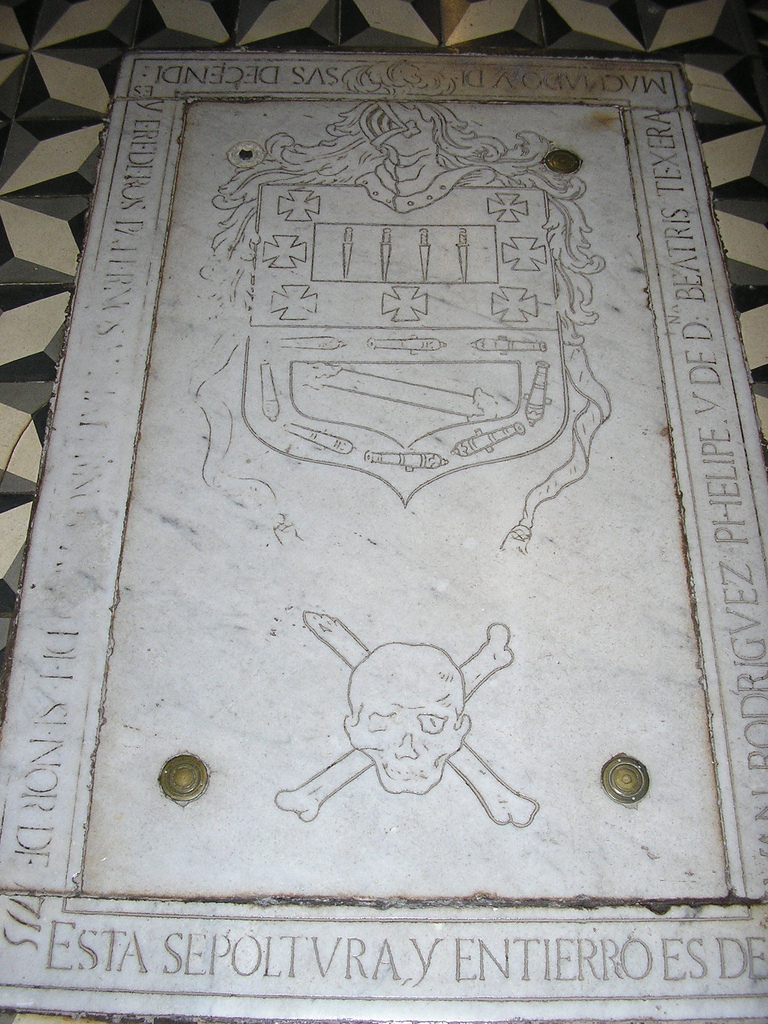
Lápida de la tumba de Amaro Pargo en la Iglesia de Santo Domingo, en donde destaca la calavera con las tibias cruzadas.

En 1747 fue enterrado en esta iglesia el famoso corsario lagunero Amaro Rodríguez Felipe, más comúnmente conocido como Amaro Pargo. Dicho corsario fue mecenas de este templo, a quién donó varias obras de arte, como el trono de plata del Señor Difunto. Su lápida de mármol se encuentra justo a la entrada de la iglesia. Ésta tiene el escudo familiar y el símbolo pirata, una calavera con dos tibias cruzadas.
Además, en el templo se encuentra la pila bautismal con la que fue bautizado San José de Anchieta, aunque dicho santo fue bautizado en la Parroquia de los Remedios de la ciudad (actual catedral de la Diócesis). Anchieta fundó la ciudad de Sao Paulo, así como fue uno de los fundadores de Río de Janeiro en Brasil.
Tras la creación de la Diócesis de San Cristóbal de La Laguna, también llamada Diócesis de Tenerife, la Iglesia de Santo Domingo fue durante un tiempo Parroquia del Sagrario de la Catedral de Nuestra Señora de los Remedios.

## Descripción

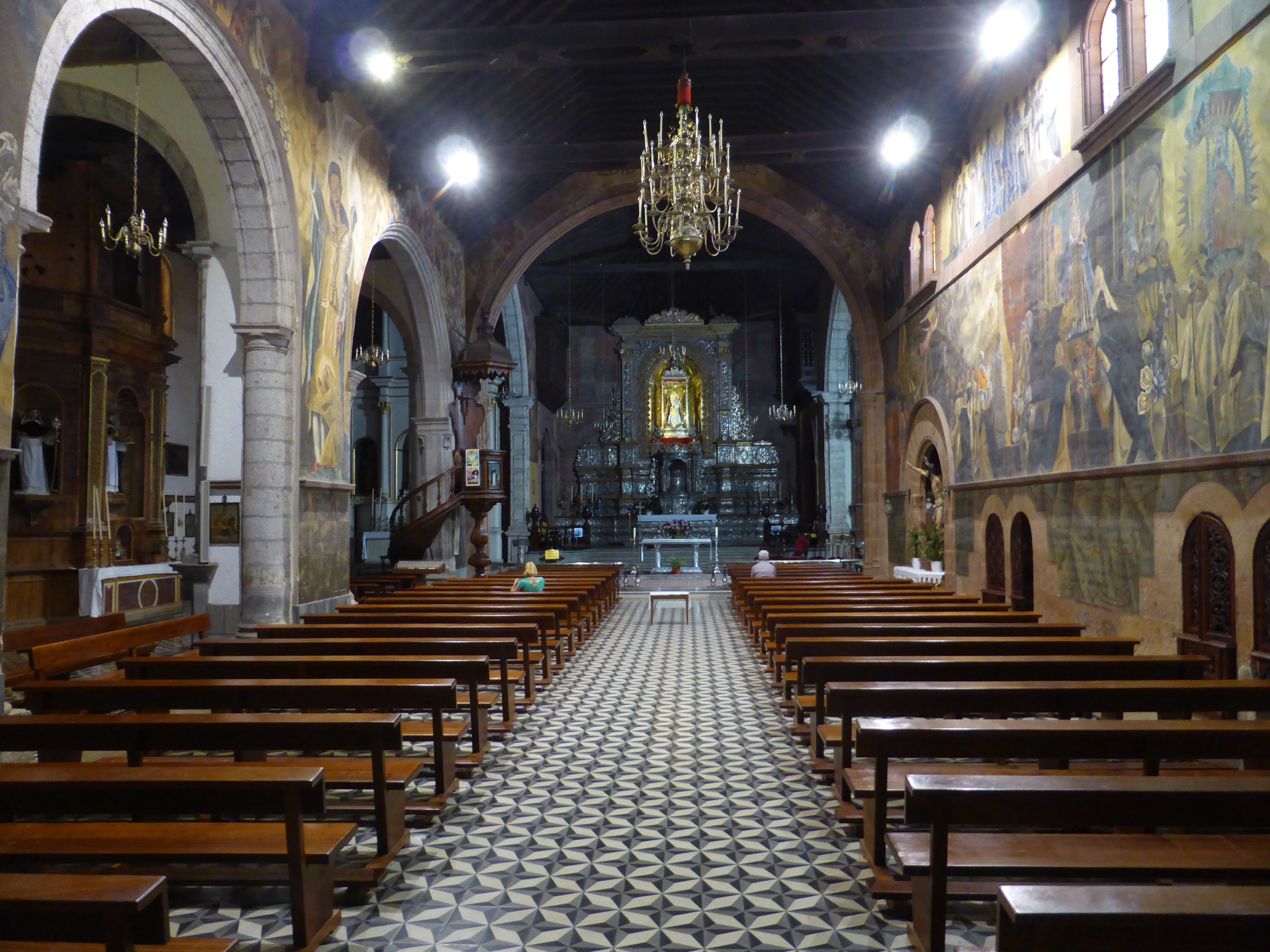
Interior de la iglesia.

En el altar mayor destaca el camarín de la Virgen del Rosario, la cual es una imagen posiblemente traída a la isla de Tenerife, por el fraile dominico Pedro de Santa María de Ulloa, aunque es posible que la talla ya se encontrara en la isla desde 1558. La imagen se encuentra en un espectacular trono baldaquino de plata del siglo XVIII. La iglesia es sede de la Real y Venerable Hermandad del Santísimo Rosario, Nuestra Señora de la Soledad y Santísimo Cristo Resucitado, que es una de las cofradías más antiguas de Tenerife.
La totalidad de las paredes del templo están cubiertas por frescos y pinturas murales realizadas por Mariano de Cossío (1880–1960). Estas pinturas representan temas religiosos y el triunfo de la batalla de Lepanto. 